# Chris Wood (voetballer)
Christopher 'Chris' Grant Wood (Auckland, 7 december 1991) is een Nieuw-Zeelands voetballer die doorgaans in de aanval speelt. Hij verruilde Newcastle United in juli 2023 voor Nottingham Forest, dat hem in het voorgaande halfjaar al huurde. Wood debuteerde in 2009 in het Nieuw-Zeelands voetbalelftal. Hij maakte op 21 maart 2022 zijn dertigste interlandgoal en werd daarmee topscorer aller tijden van het Nieuw-Zeelandse nationale elftal.

## Carrière

### West Bromwich Albion
Wood stroomde in 2008 door vanuit de jeugd van Waikato. West Bromwich Albion haalde hem in 2008 naar Engeland. Hij mocht er in zijn eerste seizoen twee keer invallen tijdens wedstrijden in de Premier League. Het jaar daarna kwam hij meer aan spelen toe in de Championship, maar eenmaal terug op het hoogste niveau werd er geen prijs meer gesteld op zijn diensten. West Bromwich verhuurde hem aan achtereenvolgens Barnsley, Brighton & Hove Albion, Birmingham City, Bristol City en Millwall. Hiermee speelde hij die die periode in de Championship en de League One.

### Leicester City
Wood tekende in januari 2013 bij Leicester City, op dat moment actief in de Championship. Hier gebruikte coach Nigel Pearson hem de rest van het jaar als basisspeler. Dit veranderde in het seizoen 2013/14. Leicester en hij werden dat jaar kampioen in de Championship, maar hij begon in 19 van zijn 26 wedstrijden dat seizoen op de bank. Gedurende het seizoen 2014/15 speelde hij zeven wedstrijden voor Leicester in de Premier League.

### Leeds United
Wood verruilde Leicester in juli 2015 voor Leeds United. Hiervoor maakte hij in de twee seizoenen die volgden veertig doelpunten in de Championship. Daarvan maakte hij er 27 in het seizoen 2016/17. Dit was dat jaar goed voor de topscorerstitel in de Championship.

### Burnley
Burnley gaf Wood in augustus 2018 een nieuwe kans om zijn kwaliteiten te laten zien in de Premier League. Hij groeide hier onder coach Sean Dyche uit tot basisspeler. Dat bleef hij 4,5 jaar lang. Hij maakte in die tijd ieder (vol) seizoen minimaal tien doelpunten in de Premier League en hielp zijn ploeg zo om zich al die tijd te handhaven op het hoogste niveau. Wood speelde in totaal 144 wedstrijden voor Burnley in de Premier League en scoorde daarin 49 keer.

### Newcastle United
Wood verruilde Burnley in januari 2022 voor Newcastle United, dat gebruikmaakte van een gelimiteerde transfersom van circa 30 miljoen euro in zijn contract. Dit was enkele maanden nadat een consortium uit Saudi-Arabië de club kocht en Newcastle aanzienlijk meer financiële middelen gaf. Wood was een van de vier spelers waaraan de club die maand meer dan 100 miljoen euro uitgaf. Hij speelde in het restant van het seizoen zeventien wedstrijden en scoorde daarin twee keer. Een halfjaar na zijn komst kocht Newcastle Alexander Isak en werd Wood reservespeler. 

### Nottingham Forest
Na veertien invalbeurten in de eerste seizoenshelft van 2022/23 maakte hij het jaar op huurbasis af bij Nottingham Forest. Dat lijfde hem in juli 2023 definitief in. Het seizoen erop was hij goed voor veertien Premier League-doelpunten, het hoogste aantal op het hoogste niveau uit zijn carrière (net als in 2019/20). In 2024/25 stond hij halverwege het seizoen al op elf competitiegoals en stond hij met Nottingham in de top vier van de Premier League.

## Clubstatistieken
| Seizoen | Club                 | Competitie     | Competitie | Competitie | Beker | Beker | Overig | Overig | Totaal | Totaal |
| Seizoen | Club                 | Competitie     | Wed.       | Dlp.       | Wed.  | Dlp.  | Dlp.   | Dlp.   | Wed.   | Dlp.   |
| ------- | -------------------- | -------------- | ---------- | ---------- | ----- | ----- | ------ | ------ | ------ | ------ |
| 2007/08 | WaiBop United        | Championship   | 5          | 0          | 0     | 0     | –      | –      | 5      | 0      |
| 2008/09 | West Bromwich Albion | Premier League | 2          | 0          | 0     | 0     | –      | –      | 2      | 0      |
| 2009/10 | West Bromwich Albion | Championship   | 18         | 1          | 5     | 1     | –      | –      | 23     | 2      |
| 2010/11 | West Bromwich Albion | Premier League | 1          | 0          | 1     | 1     | –      | –      | 2      | 1      |
| 2010/11 | → Barnsley           | Championship   | 7          | 0          | 0     | 0     | –      | –      | 7      | 0      |
| 2010/11 | → Brighton & Hove    | League One     | 29         | 8          | 2     | 1     | –      | –      | 31     | 9      |
| 2011/12 | → Birmingham City    | Championship   | 23         | 9          | 0     | 0     | 6      | 2      | 29     | 11     |
| 2011/12 | → Bristol City       | Championship   | 19         | 3          | 0     | 0     | –      | –      | 19     | 3      |
| 2012/13 | → Millwall           | Championship   | 19         | 11         | 0     | 0     | –      | –      | 19     | 11     |
| 2012/13 | Leicester City       | Championship   | 20         | 9          | 2     | 2     | 2      | 0      | 24     | 11     |
| 2013/14 | Leicester City       | Championship   | 26         | 4          | 3     | 4     | –      | –      | 29     | 8      |
| 2014/15 | Leicester City       | Premier League | 7          | 1          | 2     | 0     | –      | –      | 9      | 1      |
| 2014/15 | → Ipswich Town       | Championship   | 8          | 0          | 0     | 0     | –      | –      | 8      | 0      |
| 2015/16 | Leeds United         | Championship   | 36         | 13         | 1     | 0     | –      | –      | 37     | 13     |
| 2016/17 | Leeds United         | Championship   | 44         | 27         | 4     | 3     | –      | –      | 48     | 30     |
| 2017/18 | Leeds United         | Championship   | 3          | 1          | 0     | 0     | –      | –      | 3      | 1      |
| 2017/18 | Burnley              | Premier League | 24         | 10         | 2     | 1     | –      | –      | 26     | 11     |
| 2018/19 | Burnley              | Premier League | 38         | 10         | 3     | 1     | 5      | 2      | 46     | 13     |
| 2019/20 | Burnley              | Premier League | 32         | 14         | 3     | 0     | –      | –      | 35     | 14     |
| 2020/21 | Burnley              | Premier League | 33         | 12         | 4     | 0     | –      | –      | 37     | 12     |
| 2021/22 | Burnley              | Premier League | 17         | 3          | 4     | 0     | –      | –      | 21     | 3      |
| 2021/22 | Newcastle United     | Premier League | 17         | 2          | 0     | 0     | –      | –      | 17     | 2      |
| 2022/23 | Newcastle United     | Premier League | 18         | 2          | 4     | 1     | –      | –      | 22     | 3      |
| 2022/23 | → Nottingham Forest  | Premier League | 7          | 1          | 0     | 0     | –      | –      | 7      | 1      |
| 2023/24 | Nottingham Forest    | Premier League | 31         | 14         | 4     | 1     | –      | –      | 35     | 15     |
| 2024/25 | Nottingham Forest    | Premier League | 19         | 11         | 0     | 0     | –      | –      | 19     | 11     |
| Totaal  | Totaal               | Totaal         | 503        | 166        | 44    | 16    | 13     | 4      | 560    | 186    |

## Interlandcarrière
Wood debuteerde op 3 juni 2009 onder bondscoach Ricki Herbert in het Nieuw-Zeelands voetbalelftal, in een met 2–1 verloren oefeninterland tegen Tanzania. Later die maand nam Herbert hem mee naar de Confederations Cup 2009. Daarop mocht hij één keer invallen. Wood behoorde een jaar daarna ook tot Herberts selectie op het WK 2010. Hierop viel hij drie keer in.
Wood maakte op 9 oktober 2010 zijn eerste interlanddoelpunt. Hij kopte Nieuw-Zeeland toen op 1–0 in een in 1–1 geëindigde oefeninterland tegen Honduras. Hij maakte op 10 juni 2012 een hattrick. Hij zorgde toen voor zowel de 0–1, 0–2 als 0–3 in een met 3–4 gewonnen kwalificatiewedstrijd voor het WK 2014 tegen de Salomonseilanden. Wood was op 14 november 2014 voor het eerst aanvoerder van het nationale team. Bondscoach Anthony Hudson wees hem daarvoor aan voor een oefeninterland tegen China.
Wood was ook aanvoerder van het Nieuw-Zeelandse team op de Confederations Cup 2017. Hij scoorde dat toernooi in een met 2–1 verloren groepswedstrijd tegen Mexico. Hij maakte op 1 september 2017 zijn tweede hattrick in het nationale team. Dit was net als de eerste keer tegen de Salomonseilanden, nu in een met 6–1 gewonnen kwalificatiewedstrijd voor het WK 2018.
Wood scoorde op 21 maart 2022 twee keer in een WK-kwalificatiewedstrijd tegen Fiji. Daarmee kwam hij op dertig doelpunten voor de nationale ploeg. Hiermee verbrak hij het record van Vaughan Coveny (29) en werd hij Nieuw-Zeelands topscorer aller tijden.

## Erelijst
| Competitie             |                        |                        |                        |                        |
| Competitie             | Aantal                 | Jaren                  |                        |                        |
| Brighton & Hove Albion | Brighton & Hove Albion | Brighton & Hove Albion | Brighton & Hove Albion | Brighton & Hove Albion |
| ---------------------- | ---------------------- | ---------------------- | ---------------------- | ---------------------- |
| Kampioen League One    | 1x                     | 2010/11                |                        |                        |
| Leicester City         |                        |                        |                        |                        |
| Kampioen Championship  | 1x                     | 2013/14                |                        |                        |

4 Morato ·
5 Murillo ·
6 Sangaré ·
7 Williams ·
8 Anderson ·
9 Awoniyi ·
10 Gibbs-White ·
11 Wood ·
12 Omobamidele ·
14 Hudson-Odoi ·
15 Toffolo ·
16 Domínguez ·
17 Moreira ·
18 Ward-Prowse ·
19 Moreno ·
21 Silva ·
21 Elanga ·
22 Yates  ·
24 Sosa ·
25 Dennis ·
26 Sels ·
28 Danilo ·
30 Boly ·
31 Milenković ·
32 O'Brien ·
33 Miguel ·
34 Aina ·
Coach: Nuno
· Assistent-coach: Reid